# 儀仗衛士隊隊長
儀仗衛士隊隊長（ぎじょうえいしたいたいちょう、英語: Captain of the Honourable Corps of Gentlemen-at-Arms）は、イギリス政府の官職。1834年までの旧称は恩給紳士隊隊長。
1509年にイングランド王ヘンリー8世が近衛兵として「恩給紳士隊」（英: The Honourable Band of Gentlemen Pensioners）を創設したことが始まりであり、1834年に連合王国国王ウィリアム4世が儀仗衛士隊に改称させ、現代では主に儀仗兵として職務にあたる。
現代では貴族院における与党院内幹事長が兼任することが慣例となっており、現職は2024年7月9日に就任したサザークのケネディ男爵ロイ・ケネディ
。

## 恩給紳士隊隊長（1509年 – 1834年）

### 16世紀
- 1509年 – 1540年以前：第2代エセックス伯爵ヘンリー・バウチャー（英語版）[5]
- 1539年 – 1548年：サー・アンソニー・ブラウン（英語版）[6]
- 1549年 – 1550年：第2代ブレイ男爵ジョン・ブレイ（英語版）[6]
- 1550年 – 1553年：初代ノーサンプトン侯爵ウィリアム・パー（英語版）[6]
- 1553年 – 1558年：第12代フィッツウォルター男爵トマス・ラドクリフ（英語版）[6]（1557年、サセックス伯爵を継承）
- 1558年 – 1596年：初代ハンズドン男爵ヘンリー・ケアリー[6]
- 1596年 – 1603年：第2代ハンズドン男爵ジョージ・ケアリー（英語版）[6]

### 17世紀
- 1603年 – 1615年：第9代ノーサンバーランド伯爵ヘンリー・パーシー[6]
- 1615年 – 1616年：初代サフォーク伯爵トマス・ハワード[6]
- 1614年 – 1635年：第2代ハワード・デ・ウォルデン男爵セオフィラス・ハワード（英語版）（1626年、サフォーク伯を継承）[7]
- 1635年 – 1642年：第2代ソールズベリー伯爵ウィリアム・セシル[8]
- 1643年 – 1653年以前（1646年?）：初代ダンスモア男爵フランシス・レイ（英語版）[9]
- 1649年 – 1660年：イングランド空位期
- 1660年7月20日 – 1667年3月29日：初代クリーヴランド伯爵トマス・ウェントワース（英語版）[10]
- 1667年3月29日 – 1672年3月10日：初代ベラシス男爵ジョン・ベラシス（英語版）[10]
- 1672年3月10日 – 1676年5月9日：第2代ファウコンバーグ子爵トマス・ベラシス（英語版）[10]
- 1676年5月9日 – 1677年4月24日：第4代ロスコモン伯爵ウェントワース・ディロン（英語版）[10]
- 1677年4月24日 – 1682年6月26日：デインコート卿ロバート・リーク（英語版）[10]（1680年にサットンのデインコート男爵を継承、1681年にスカーズデイル伯爵を継承）
- 1682年6月26日 – 1689年2月28日：第7代ハンティンドン伯爵セオフィラス・ヘイスティングズ（英語版）[10]
- 1689年2月28日 – 1693年11月29日：第3代ラブレス男爵ジョン・ラブレス（英語版）[10]
- 1693年11月29日 – 1712年1月13日：初代セント・オールバンズ公爵チャールズ・ボークラーク[10]

### 18世紀
本節の出典は。
- 1712年1月13日 – 1714年9月22日：第2代ボーフォート公爵ヘンリー・サマセット
- 1714年9月22日 – 1726年5月21日：初代セント・オールバンズ公爵チャールズ・ボークラーク
- 1726年5月21日 – 1731年6月11日：ハーティントン侯爵ウィリアム・キャヴェンディッシュ（1729年、デヴォンシャー公爵を継承）
- 1731年6月11日 – 1734年6月11日：第3代バーリントン伯爵リチャード・ボイル
- 1734年6月11日 – 1740年5月8日：第2代モンタギュー公爵ジョン・モンタギュー
- 1740年5月8日 – 1742年7月12日：第3代ボルトン公爵チャールズ・ポーレット
- 1742年7月12日 – 1744年12月24日：初代バサースト男爵アレン・バサースト
- 1744年12月24日 – 1756年11月16日：初代ホバート男爵ジョン・ホバート（1746年、バッキンガムシャー伯爵に叙爵）
- 1756年11月16日 – 1762年7月12日：第5代ストラットンのバークリー男爵ジョン・バークリー
- 1762年7月12日 – 1772年12月28日：第3代リッチフィールド伯爵ジョージ・リー
- 1772年12月28日 – 1782年3月29日：第3代エッジカム男爵ジョージ・エッジカム（英語版）（1781年、マウント・エッジカム＝ヴァルトート子爵に叙爵）
- 1782年3月29日 – 1783年5月17日：第16代チャートリーのフェラーズ男爵ジョージ・タウンゼンド（英語版）
- 1783年5月17日 – 1783年12月31日：第4代ジャージー伯爵ジョージ・ヴィリアーズ（英語版）
- 1783年12月31日 – 1790年3月5日：第16代チャートリーのフェラーズ男爵ジョージ・タウンゼンド（英語版）（1784年、レスター伯爵に叙爵）
- 1790年3月5日 – 1806年2月12日：第3代ファルマス子爵ジョージ・ボスコーエン

### 19世紀
- 1806年2月12日 – 1808年3月2日：第14代ブレッツォのセント・ジョン男爵セント・アンドリュー・セント・ジョン[10]
- 1808年3月2日 – 1812年3月26日：第2代マウント・エッジカム伯爵リチャード・エッジカム（英語版）[10]
- 1812年3月26日 – 1827年9月1日：第3代コータウン伯爵ジェームズ・ストップフォード[10]
- 1827年9月1日 – 1830年12月9日：第14代ヘレフォード子爵ヘンリー・デヴァルー[10]
- 1830年12月9日 – 1833年8月16日：第3代フォーリー男爵トマス・フォーリー[10]
- 1833年8月16日 – 1834年12月29日：第4代フォーリー男爵トマス・フォーリー（英語版）[10]
  - 1834年3月17日、「恩給紳士隊」から「儀仗衛士隊」に改称[11]

## 儀仗衛士隊隊長（1834年 – ）

### 19世紀
- 1833年8月16日 – 1834年12月29日：第4代フォーリー男爵トマス・フォーリー（英語版）（改称前より続投）[10]
- 1834年12月29日 – 1835年5月6日：第14代ヘレフォード子爵ヘンリー・デヴァルー[10]
- 1835年5月6日 – 1841年9月8日：第4代フォーリー男爵トマス・フォーリー（英語版）[12]
- 1841年9月8日 – 1846年7月24日：第2代フォレスター男爵ジョン・ウェルド＝フォレスター[12]
- 1846年7月24日 – 1852年2月27日：第4代フォーリー男爵トマス・フォーリー（英語版）[12]
- 1852年2月27日 – 1852年12月30日：第7代サンドウィッチ伯爵ジョン・モンタギュー[12]
- 1852年12月30日 – 1858年2月26日：第4代フォーリー男爵トマス・フォーリー（英語版）[12]
- 1858年2月26日 – 1859年6月28日：第18代シュルーズベリー伯爵ヘンリー・チェットウィンド＝タルボット（英語版）[12]
- 1859年6月28日 – 1866年7月10日：第4代フォーリー男爵トマス・フォーリー（英語版）[12]
- 1866年7月10日 – 1867年3月20日：第6代タンカーヴィル伯爵チャールズ・ベネット（英語版）[12]
- 1867年3月20日 – 1868年12月12日：第3代エクセター侯爵ウィリアム・セシル[12]
- 1868年12月12日 – 1869年12月17日：第4代フォーリー男爵トマス・フォーリー（英語版）[12]
- 1869年12月17日 – 1871年4月21日：第2代ノーマンビー侯爵ジョージ・フィップス（英語版）[12]
- 1871年4月21日 – 1874年1月1日：第7代クーパー伯爵フランシス・クーパー[12]
- 1874年1月1日 – 1874年3月2日：第5代イルチェスター伯爵ヘンリー・フォックス＝ストラングウェイズ[12]
- 1874年3月2日 – 1875年2月4日：第3代エクセター侯爵ウィリアム・セシル[12]
- 1875年2月4日 – 1877年5月28日：第19代シュルーズベリー伯爵チャールズ・チェットウィンド＝タルボット（英語版）[12]
- 1877年5月28日 – 1880年5月3日：第9代コヴェントリー伯爵ジョージ・コヴェントリー（英語版）[12]
- 1880年5月3日 – 1881年1月21日：第6代ファイフ伯爵アレクサンダー・ダフ[12]
- 1881年1月21日 – 1881年6月28日：第11代ハントリー侯爵チャールズ・ゴードン（英語版）[12]
- 1881年6月28日 – 1885年7月6日：第3代キャリントン男爵ロバート・ウィン＝キャリントン[12]
- 1885年7月6日 – 1886年2月10日：第9代コヴェントリー伯爵ジョージ・コヴェントリー（英語版）[12]
- 1886年2月10日 – 1886年8月5日：第4代スードリー男爵チャールズ・ハンベリー＝トレイシー（英語版）[12]
- 1886年8月5日 – 1886年11月：第7代バリントン子爵ジョージ・バリントン（英語版）[12]
- 1886年11月24日 – 1890年8月11日：第4代ロスリン伯爵ロバート・シンクレア＝アースキン（英語版）[12][13]
- 1890年8月11日 – 1892年8月25日：第4代ヤーバラ伯爵チャールズ・ペラム（英語版）[13][14]
- 1892年8月25日 – 1894年3月13日：第7代ヴァーノン男爵ジョージ・ヴェナブルズ＝ヴァーノン（英語版）[14][15]
- 1894年3月13日 – 1895年7月16日：第10代チェスターフィールド伯爵エドウィン・スキューダモア＝スタンホープ（英語版）[15][16]
- 1895年7月16日 – 1905年：第2代ベルパー男爵ヘンリー・ストラット（英語版）[16][17]

### 20世紀
- 1906年1月20日 – 1907年8月1日：第7代ビーチャム伯爵ウィリアム・リゴン（英語版）[12]
- 1907年 – 1911年：第3代デンマン男爵トマス・デンマン[18]
- 1911年6月27日 – 1922年11月21日：初代コールブルック男爵エドワード・コールブルック（英語版）[19][20]
- 1922年11月21日 – 1924年1月22日：第6代クラレンドン伯爵ジョージ・ヴィリアーズ（英語版）[20][18]
- 1924年2月15日 – 1924年12月1日：第8代ダンモア伯爵アレクサンダー・マレー（英語版）[21]
- 1924年12月1日 – 1925年6月26日：第6代クラレンドン伯爵ジョージ・ヴィリアーズ（英語版）[18]
- 1925年6月26日 – 1929年1月1日：第2代プリマス伯爵アイヴァー・ウィンザー＝クライヴ（英語版）[18]
- 1929年1月1日 – 1929年7月18日：第5代ルーカン伯爵ジョージ・ビンガム（英語版）[18]
- 1929年7月18日 – 1931年11月12日：第10代カヴァン伯爵ルドルフ・ランバート（英語版）
- 1931年11月12日 – 1940年5月31日：第5代ルーカン伯爵ジョージ・ビンガム（英語版）[18]
- 1940年5月31日 – 1944年4月21日：初代スネル男爵ハリー・スネル（英語版）
- 1944年4月21日 – 1945年3月22日：空位
- 1945年3月22日 – 1945年8月4日：第5代フォーテスキュー伯爵ヒュー・フォーテスキュー（英語版）
- 1945年8月4日 – 1949年10月18日：初代アンモン男爵チャールズ・アンモン（英語版）[18]
- 1949年10月18日 – 1951年11月5日：初代シェパード男爵ジョージ・シェパード（英語版）[18]
- 1951年11月5日 – 1957年6月27日：第5代フォーテスキュー伯爵ヒュー・フォーテスキュー（英語版）
- 1957年6月27日 – 1964年10月21日：第2代セント・アルドウィン伯爵マイケル・ヒックス・ビーチ（英語版）
- 1964年10月21日 – 1967年7月29日：第2代シェパード男爵マルコム・シェパード[18]
- 1967年7月29日 – 1970年6月24日：ベスウィック男爵フランク・ベスウィック（英語版）[18]
- 1970年6月24日 – 1974年3月11日：第2代セント・アルドウィン伯爵マイケル・ヒックス・ビーチ（英語版）[18]
- 1974年3月11日 – 1979年5月6日：ハストーのルウェリン＝デイヴィース女男爵アニー・ルウェリン＝デイヴィース（英語版）[18]
- 1979年5月6日 – 1991年5月23日：第2代デナム男爵ベルトラム・ボウヤー（英語版）[18]
- 1991年5月23日 – 1993年9月16日：第3代ヘスケス男爵アレクサンダー・ファーマー＝ヘスケス[18]
- 1993年9月16日 – 1994年7月20日：第2代アルスウォーター子爵ニコラス・ラウザー（英語版）[18]
- 1994年7月20日 – 1997年4月8日：第2代ストラスクライド男爵トマス・ガルブレイス[22]
- 1997年 – 2002年：カーター男爵デニス・カーター（英語版）[23]

### 21世紀
- 2002年5月29日 – 2008年1月25日：グロコット男爵ブルース・グロコット（英語版）[24]
- 2008年1月25日 – 2008年10月5日：ブレイスドンのロイヤル女男爵ジャネット・ロイヤル（英語版）
- 2008年10月5日 – 2010年5月6日：ブライトンのバッサム男爵スティーブ・バッサム（英語版）[25]
- 2010年5月13日 – 2014年8月6日：セント・ジョンズのアンレイ女男爵ジョイス・アンレイ（英語版）[26]。
- 2014年8月6日 – 2019年7月26日：ホルビーチのテイラー男爵ジョン・テイラー（英語版）[27]
- 2019年7月26日 – 2022年9月7日：第4代ハイドのアシュトン男爵ヘンリー・アシュトン（英語版）[28]
- 2022年9月7日 – 2024年7月9日：トラフォードのウィリアムズ女男爵スーザン・ウィリアムズ（英語版）
- 2024年7月9日 – ：サザークのケネディ男爵ロイ・ケネディ（英語版）